# Piotr Kleczkowski
Piotr Antoni Kleczkowski – polski uczony, profesor nauk technicznych, profesor w Akademii Górniczo-Hutniczej w Krakowie, specjalista w zakresie inżynierii dźwięku, percepcji dźwięku i ochrony środowiska.

## Życiorys
W 1980 ukończył studia na Akademii Górniczo-Hutniczej w Krakowie, gdzie w 1990 na Wydziale Maszyn Górniczych i Hutniczych uzyskał na podstawie rozprawy pt. Grupowanie danych w syntezie sygnałów wibroakustycznych stopień doktora nauk technicznych w dyscyplinie mechanika specjalność mechanika teoretyczna. 
Na tej samej uczelni na Wydziale Inżynierii Mechanicznej i Robotyki otrzymał w 2004 stopień naukowy doktora habilitowanego nauk technicznych w dyscyplinie mechanika. W 2015 otrzymał tytuł profesora nauk technicznych. Został profesorem nadzwyczajnym w Katedrze Mechaniki i Wibroakustyki Wydziału Inżynierii Mechanicznej i Robotyki AGH. 
Jest autorem monografii: 
- Właściwości słuchu w analizie sygnałów akustycznych (2002),
- Ochrona środowiska z analizą jakości powietrza w Krakowie[3] (2013, współautor: Barbara Kleczkowska),
- Percepcja dźwięku (2013)[4],
- Selective Sound Mixing Technology (2013)[5],
- Smog w Polsce - przyczyny, skutki, przeciwdziałanie (2020).

Radny Miasta Krakowa I kadencji (1990-1994). Od 2017 przewodniczący Polskiej Sekcji Audio Engineering Society.